# N/A
N/A sau n/a este o abreviere provenită din limba engleză, utilizată de obicei în cadrul tabelelor pentru a indica faptul că informația ce trebuia să apară într-o celulă de tabel nu este disponibilă, ori din cauză că nu are aplicație pentru un caz particular ori pentru că răspunsul nu este disponibil. 
Simbolul poate reprezenta trei situații:
- Neaplicabil (not applicable)
- Indisponibil (not available)
- Fără răspuns (no answer)